# Joan I d'Hainaut
Joan I d'Hainaut (circa 1248) - Valenciennes, 22 d'agost de 1304) va ser comte d'Hainaut des 1280 a 1304 i  comte d'Holanda (Joan II d'Holanda) des 1299 a 1304. Era fill de Joan I, comte d'Holanda, i d'Adelaida d'Holanda.

## Història
Insatisfet pel resultat de les guerres de Successió de Flandes i d'Hainaut, es va preparar per prendre's la revenja sobre els Dampierre a l'espera d'heretar Hainaut. El 4 setembre de 1272, acorda una aliança amb el seu cosí Florenci V d'Holanda. El 29 de maig de 1275 va obtenir el suport de l'emperador Rodolf I d'Habsburg qui li confirma com a hereu d'Holanda, si Florenci mor sense descendència.
A la mort de la seva àvia paterna, Margarida II de Flandes comtessa de Flandes i d'Hainaut, va heretar el comtat d'Hainaut, mentre que el seu oncle Guiu I de Flandes va heretar el comtat de Flandes, d'acord amb l'arbitratge de 1246 de Lluís IX de França. Aviat es va iniciar una guerra entre Joan d'Hainaut i Guiu I de Flandes i encara que va durar fins a 1287 no va suposar cap canvi en la situació dels comtats.
Joan es va proposar adquirir d'altres territoris i incorporar-los al seu comtat. Per fer-ho va esprémer els seus vassalls per aconseguir els recursos necessaris. En principi va tractar d'obtenir-los sobre les abadies el que li va ocasionar que el bisbe de Cambrai, Guillem d'Avesnes, pronunciés un entredit contra el comtat.
El 1290, va entrar en lluita amb els habitants de Valenciennes, que el van reclamar que mantingués els seus privilegis. Per aconseguir-ho, els de Valenciennes van buscar la protecció de Felip IV de França i de Guiu I de Flandes. Després de set anys de guerra, el rei de França i el comte de Flandes es barallen i Felip el Formós aproxima posicions amb Joan d'Hainaut i li reconeix la possessió de Valenciennes, a la qual el comte d'Hainaut concedeix el seu perdó.

### Comtat d'Holanda
Quan Florenci V d'Holanda és assassinat, el 27 de juliol de 1296, és Joan I d'Holanda qui el succeeix. Massa jove per governar, sota la regència de Van Borselen, es converteix en un instrument dels anglesos, el que disgusta als holandesos que apel·len a Joan I d'Hainaut, per deslliurar-se d'aquest «avort impotent i imbècil». El comte d'Hainaut va marxar amb les seves tropes sobre Holanda. Joan I mor al novembre de 1299 d'una disenteria; però sota la sospita d'haver estat emmetzinat per Joan d'Hainaut.
Joan, era fill d'Adelaida d'Holanda, germana del rei Guillem, i, per tant, l'hereu natural per succeir a Joan I com a comte d'Holanda. Ja en vida d'aquest, Joan havia concertat una aliança amb les ciutats de Dordrecht, Middelburg, Zierikzee, Leiden, Delft, Haarlem, Alkmaar i Geertruidenberg contra els assassins del seu cosí Florenci.
Per afermar-se com a comte d'Holanda, Joan va voler que les principals ciutats, que havien sostingut el poder de Florenci, l'instal·laran solemnement com a tal, mitjançant cartes patents segellades per cada ciutat. Quan es va sentir segur de l'adhesió i fidelitat de les ciutats, es va dedicar a aconseguir reduir o atreure's els senyors malcontents. Parcialment ho va aconseguir; però Joan de Renesse, noble zelandès, es va apoderar de l'illa de Schouwen i va suscitar una revolta contra ell.
A Renesse se'l va unir Florenci van Borselen, qui malgrat haver jurat fidelitat a Joan d'Hainaut, va marxar Alemanya i va intrigar hàbilment en la cort de l'emperador Albert I d'Alemanya. Sota el pretext que s'havia extingit la dinastia gerolfina i que els comtats d'Holanda i Zelanda no podien ser heretats per línia femenina, encara que l'emperador Enric VI havia reconegut anys abans en el regnat de Teodoric VII d'Holanda aquesta possibilitat, Albert I d'Alemanya va declarar confiscats tots dos comtats i sota la sobirania imperial.
L'emperador va reunir algunes tropes a les quals es van incorporar les dels arquebisbes de Colònia i Magúncia i va enviar cartes a algunes ciutats d'Holanda anunciant-los que els designaria un nou sobirà. Juan d'Hainaut va convocar una assemblea general, i en correspondència amb la noblesa i a les ciutats, va apel·lar a tota la nació en el seu ajut. Mentrestant Albert I d'Alemanya va arribar a Nimega i va citar el comte d'Holanda perquè acudís a la ciutat. Joan, sabent que el seu exèrcit era superior al de l'emperador, va remuntar el Waal i va aconseguir que les tropes imperials es retiressin fins Kraanenburg. L'emperador desconfiant de Renesse, que l'havia assegurada que comptava amb el suport dels holandesos, va decidir regressar a Alemanya. Wigbald, arquebisbe de Colònia, indignat per la vergonya que suposava aquesta retirada, va proposar negociar un tractat, pel qual Joan d'Hainaut seria investit com a legal successor del comte d'Holanda per l'emperador, al qual retria homenatge.
Joan I d'Hainaut va confiscar els béns de Joan de Renesse i els va distribuir entre aquells que l'havien estat fidels. Una vegada pacificada Zelanda li va concedir el govern de la província el seu fill Joan i el d'Holanda al seu germà Guillem i llicenciant al seu exèrcit va tornara Hainaut.

## Matrimoni
Cap a 1265-1270, Joan I d'Hainaut (Joan II d' Holanda) es va casar amb Felipa de Luxemburg (1252 - 1311), filla d'Enric V, comte de Luxemburg, i de Margarida de Bar, senyora de Ligny amb la que va tenir els següents fills: 
- Joan, (nomenat "Jean Sans-Merci") senyor de Beaumont (Hainaut), comte d'Oostrewant, mort a Courtrai el 1302
- Enric, canonge a Cambrai (? - 1303)
- Simó
- Guillem I (1286 - 1337) comte d'Hainaut, d'Holanda i de Zelanda (Guillem III)
- Joan, senyor de Beaumont (Hainaut), (1288 - 1356), casat el 1317 amb Margarida, comtessa de Soissons (? - 1350)
- Margarida (? - 1342), casada el 1298 amb el comte Robert II d'Artois l
- Alix, (? - 1317), casada el 1290 amb Roger III Bigod, comte de Norfolk
- Elisabet, (? - 1305), casada el 1296 amb Raúl de Clermont, senyor de Nesle
- Joana, monja a Fontenelles
- Maria, (1280 - 1354), casada el 1310 amb el duc Lluís I de Borbó
- Matilde, abadessa de Nivelles